# 蘇希夫齊 (里夫內區)
50°39′11″N 25°51′23″E / 50.65306°N 25.85639°E
蘇希夫齊（烏克蘭語：Сухівці），是烏克蘭西北部里夫内州里夫内区佐里亞市鎮的村落。始建於1446年，面積1.37平方公里，海拔高度195米，2001年人口551，人口密度每平方公里402.2人。